# Tove Styrke (musikalbum)
Tove Styrke är debutalbumet av Tove Styrke och gavs ut 9 november 2010. Albumet debuterade på 21:a plats på Sverigetopplistan och gick upp till en 10:e plats under dess andra vecka.
Första singeln, Million Pieces, blev en stor hit och höstens mest spelade låt i radiokanalen P3.
Andra singeln, White Light Moment, klättrade till en femte plats på Sverigetopplistan och sålde guld i musikförsäljning samt hamnade på en tredje plats som bäst på Trackslistan.
Tredje singeln kom i slutet av februari 2011 och bestod av nya versioner av High And Low.
Den 10 oktober 2011 kom samma album med den nya singeln Call My Name och den nya 2011 Remaken av High And Low.

## Låtlista samt låtskrivare och producent
1. Beating On a Better Drum     (Berger/Berger/Styrke).      Producerad av Patrik Berger.
2. Stalker In Your Speaker     (Berger/Berger).      Producerad av Patrik Berger.
3. High And Low     (Berger/Berger/ Styrke).      Producerad av Patrik Berger.
4. Million  Pieces     (A.Olenius/LLZ).      Producerad av Lotus & 2manyfreckles.
5. Chaos      (Styrke/Bao).      Producerad av Lotus & 2manyfreckles.
6. Bad Time For A Good Time     (Berger/Berger).      Producerad av Patrik Berger.
7. Close Enough      (Ågren/Kask/Styrke).      Producerad av Peter Ågren och Janne Kask.
8. Love You and Leave You.     (Paw).      Producerad av Paw.
9. Four Elements      (Styrke/Bao).      Producerad av Lotus & 2manyfreckles.
10. Walking My Daydream      (Ågren/Kask/Styrke).      Producerad av Peter Ågren och Janne Kask.
11. White Light Moment         (Ågren/Kask/Styrke).      Producerad av Peter Ågren och Janne Kask.

## Listplaceringar
| Lista (2010-2011) | Topplacering |
| ----------------- | ------------ |
| Sverige           | 10           |

### Fotnoter
1. ↑  http://www.sverigetopplistan.se/
2. ↑  http://kulturbloggen.com/?p=25319
3. ↑  ”Listplacering”. http://hitparad.se/showitem.asp?interpret=Tove+Styrke&titel=Tove+Styrke&cat=a. Läst 31 maj 2011.